# Shingo Murakami
Pour les articles homonymes, voir Murakami.
Murakami Shingo (村上信五), est un chanteur, animateur de radio et acteur japonais né le 26 janvier 1982 à Takatsuki, dans la préfecture d'Osaka. Il est l'un des idoles de la Johnny's Entertainment, il est membre du groupe Kanjani8. 
Les autres membres du groupe sont Yu Yokoyama, Subaru Shibutani, Ryuhei Maruyama, Shota Yasuda, Nishikido Ryo, Tadayoshi Okura et Hiroki Uchi.

## Divers
Shingo a eu son surnom Hina en entrant dans les Johnny's jrs parce que tout le monde trouvait qu'il ressemblait à une actrice qui s'appelle Hinagata Akiko. 
- Il est un des MC (Maître de Cérémonie) du groupe et parle le plus quand ils sont invités dans une émission.
- Il est l'host d'une émission radio avec Yokoyama et il a été choisi pour représenter les Kanjani8 dans le groupe non officiel No Border! (avec entre autres Matsujun de Arashi et Yamashita Tomohisa de NEWS).
- Il est un des participants à Hirunandesu!.

### Filmographie
- (2006) : Dive to Future (KTV)
- (2004-2005) : Hagure Keiji Junjoha (TV Asahi)
- (2001) : Neverland (TBS)
- (1999) : Mamachari Detective (Housewife Detective)
- (1999) : Kowai Nichiyoubi (TV Asahi) ep2